# Science-Fiction-Jahr 2023
Übersicht

◄◄ | ◄ | 2019 | 2020 | 2021 | 2022 | Science-Fiction-Jahr 2023 | 2024 | 2025

Weitere Ereignisse